# Macierzanka

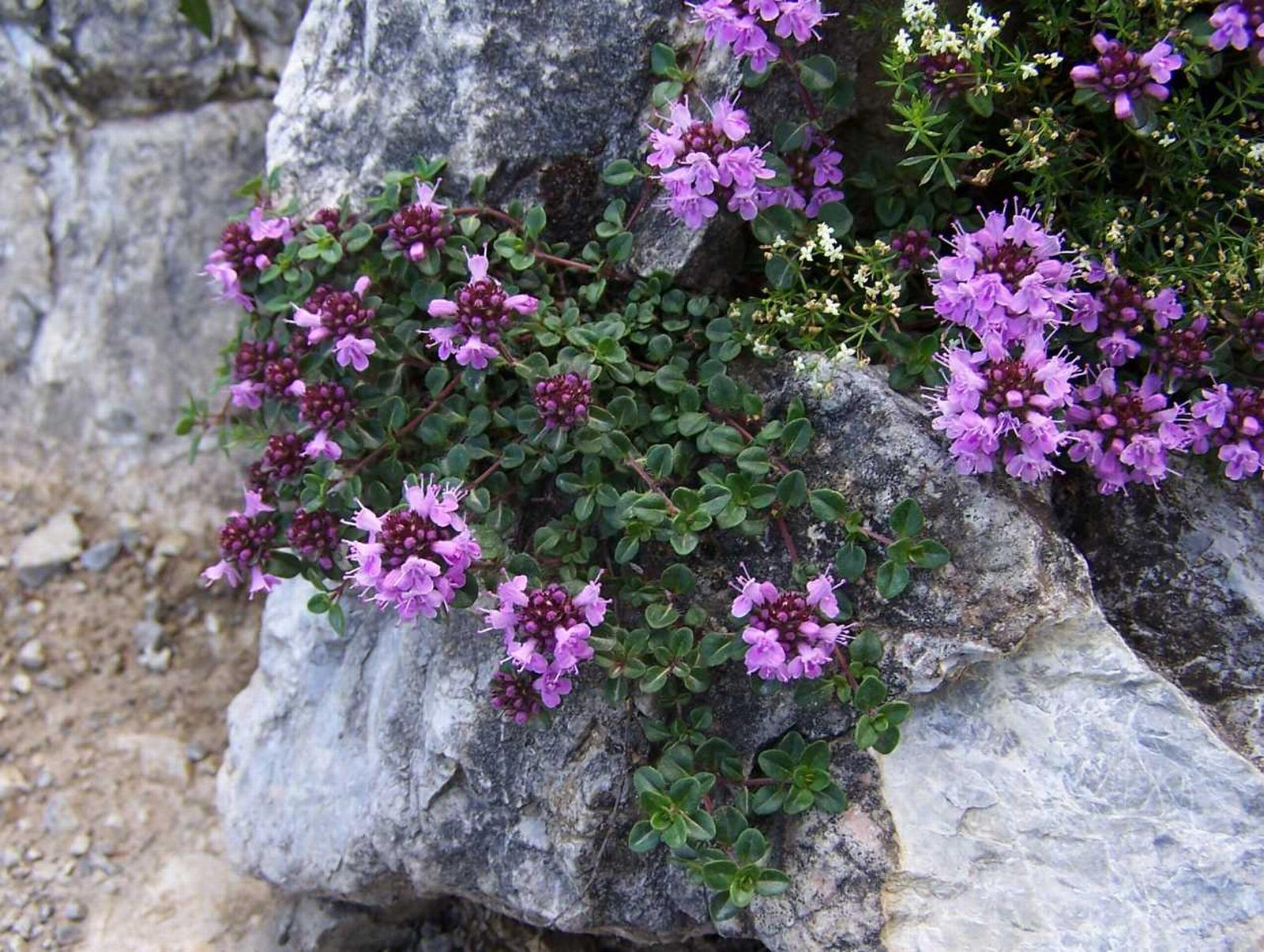
Macierzanka nadobna

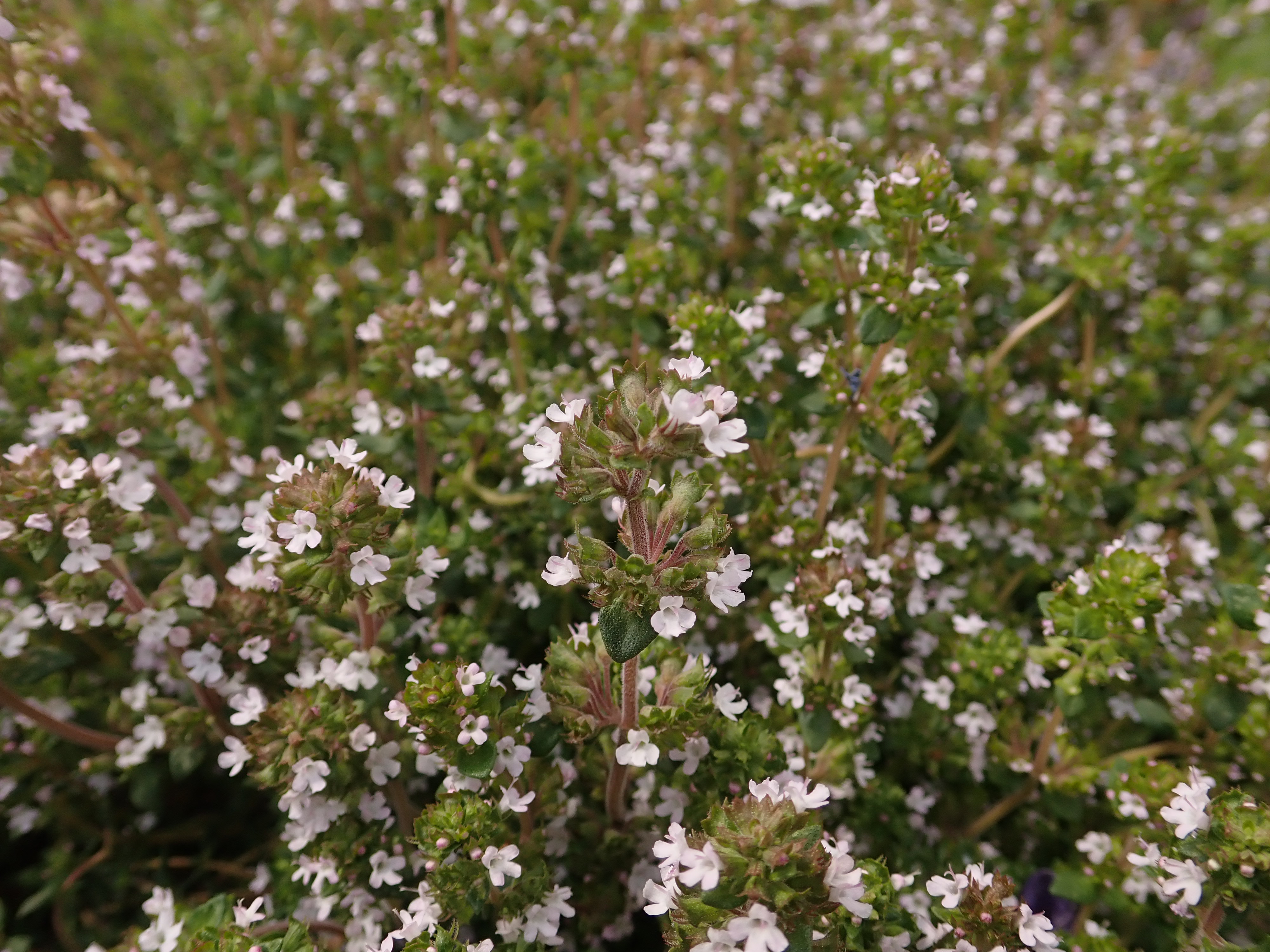
Macierzanka tymianek

Macierzanka (Thymus L.) – rodzaj roślin z rodziny jasnotowatych (Lamiaceae). Obejmuje w zależności od ujęcia ok. 220, 270 lub 300 gatunków. Różnice wynikają m.in. z różnic w statusie wielu taksonów wyodrębnianych jako osobne gatunki lub włączanych jako taksony wewnątrzgatunkowe (w tym w dużej części reprezentujące podgatunki i odmiany macierzanki piaskowej Thymus serpyllum). Macierzanki występują w Europie, północnej Afryce, w strefie umiarkowanego klimatu w Azji. Do flory Polski należy w zależności od ujęcia systematycznego 8 lub 10 gatunków. 
Rośliny te rosną najczęściej w nasłonecznionych murawach i zbiorowiskach krzewinkowych, w miejscach suchych, piaszczystych lub skalistych, często na terenach górskich. Popularnie uprawianym gatunkiem jest macierzanka tymianek, stosowana jako przyprawa. Kilka innych gatunków wykorzystywanych jest jako rośliny ozdobne.

## Rozmieszczenie geograficzne

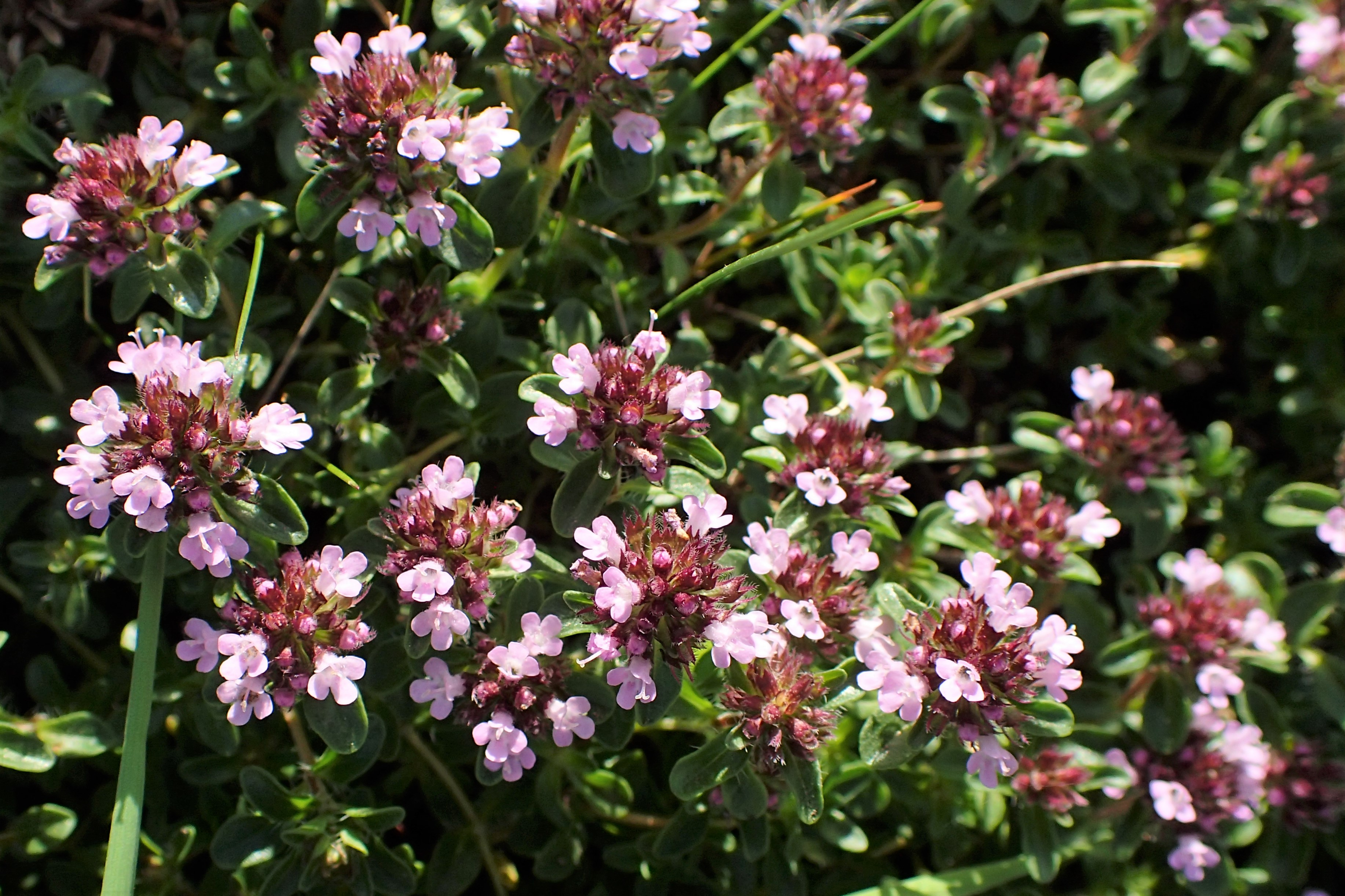
Macierzanka halna

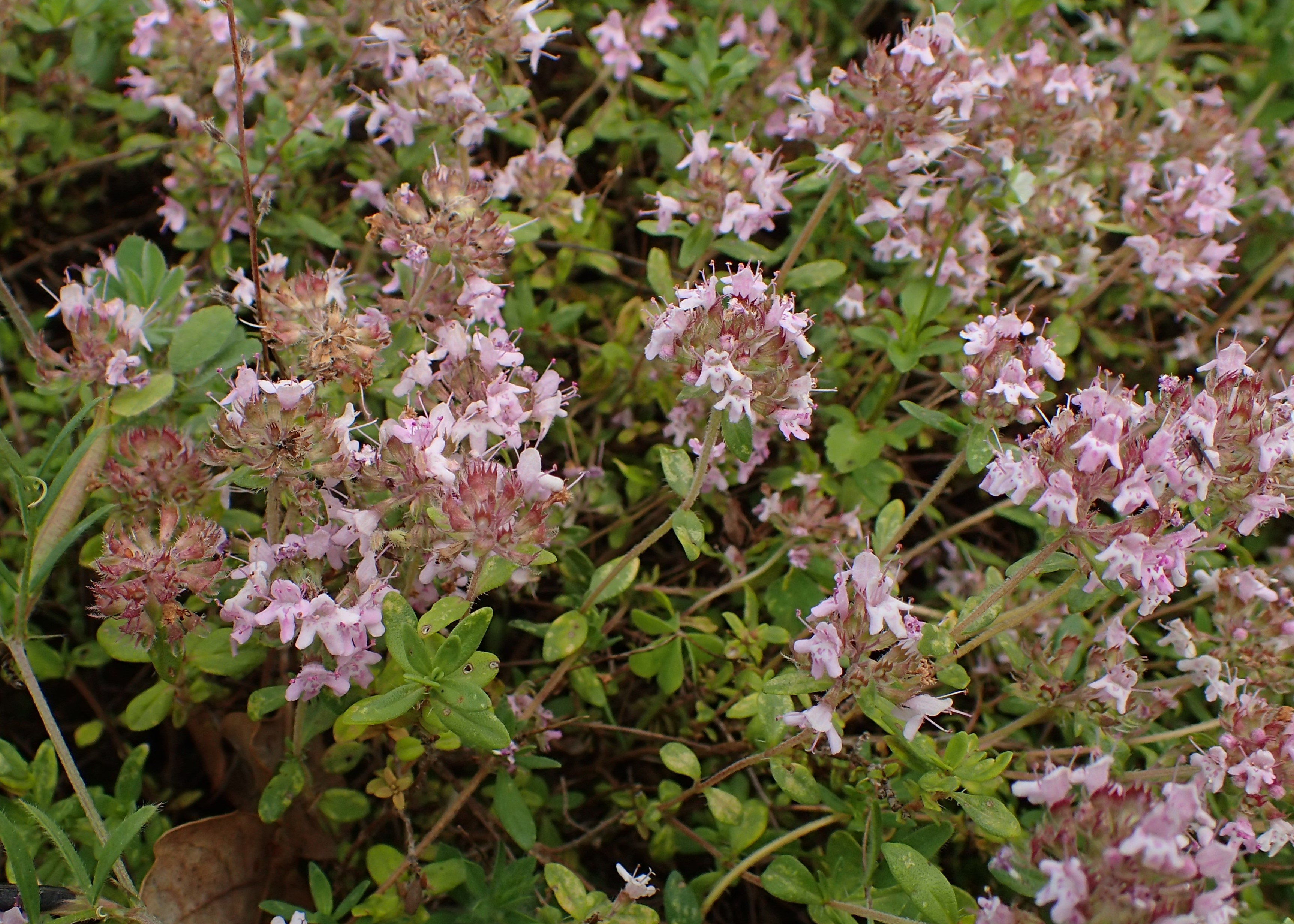
Thymus degenii

Zasięg rodzaju obejmuje całą Europę (gdzie rośnie 66 gatunków), znaczną część Azji (bez jej południowej części, na wschodzie sięgając po Japonię) oraz północną Afrykę. Jako rośliny introdukowane macierzanki występują także w Ameryce Północnej i w Nowej Zelandii.
Gatunki flory Polski
Pierwsza nazwa naukowa według listy krajowej, druga – obowiązująca według bazy taksonomicznej Plants of the World online (jeśli jest inna)
- macierzanka austriacka Thymus austriacus Bernh. ≡ Thymus odoratissimus Mill.
- macierzanka halna Thymus alpestris (Čelak.) Tausch ex A.Kern.
- macierzanka karpacka Thymus carpaticus Čelak. ≡ Thymus pulcherrimus Schur
- macierzanka Marschalla Thymus marschallianus Willd. ≡ Thymus pannonicus All.
- macierzanka nadobna Thymus pulcherrimus Schur
- macierzanka nagolistna Thymus glabrescens Willd. ≡ Thymus odoratissimus Mill.
- macierzanka Kosteleckiego[9], macierzanka pannońska[8] Thymus kosteleckyanus Opiz
- macierzanka piaskowa Thymus serpyllum L.
- macierzanka wczesna Thymus praecox Opiz
- macierzanka zwyczajna Thymus pulegioides L.

## Morfologia

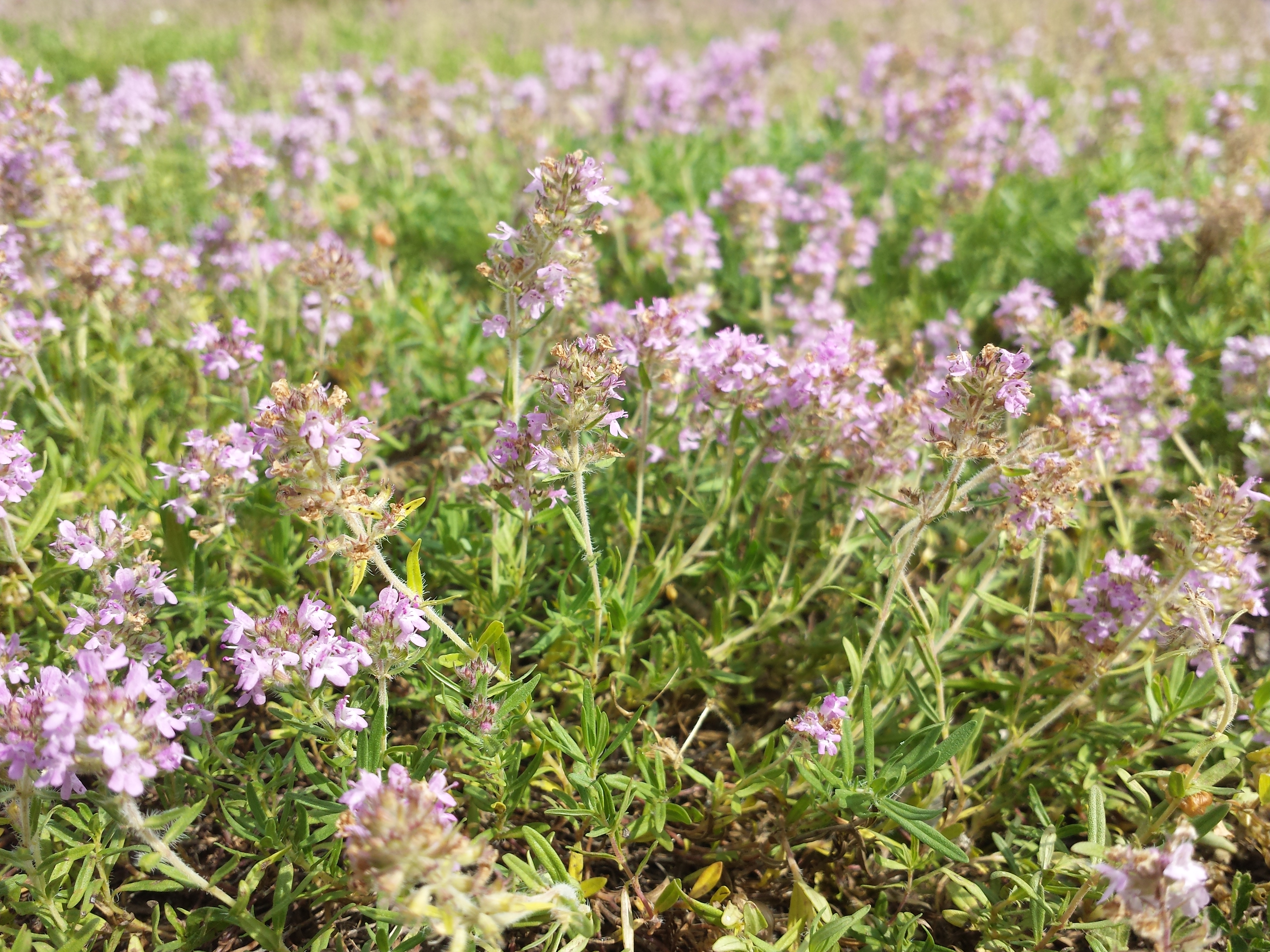
Thymus kosteleckyanus

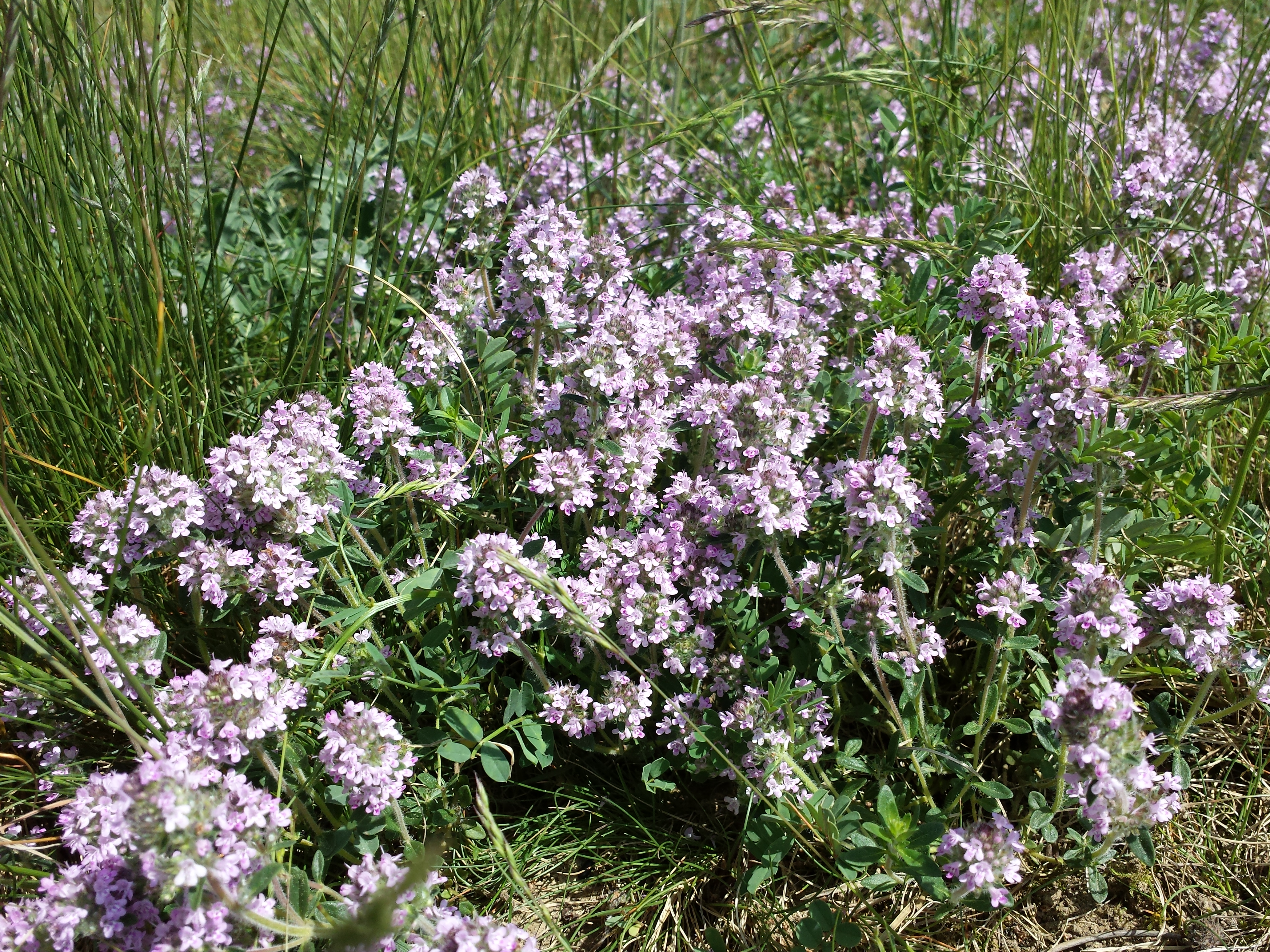
Thymus odoratissimus

PokrójRośliny zielne lub krzewinki o zwykle krótkiej, czasem tęgiej i drewniejącej łodydze, z której wyrastają cienkie odgałęzienia. Osiągają do 50 cm wysokości.
LiścieNiewielkie, całobrzegie lub z kilkoma ząbkami. Silnie aromatyczne.
KwiatyZebrane w okółkach w gęste główki lub kłosy. Kwiaty na szypułkach. Kielich rurkowato-dzwonkowaty, 10–13 żyłkowy, dwuwargowy, w gardzieli z pierścieniem białych włosków. Górna warga kielicha prosta lub rozpostarta, trójząbkowa, ząbki trójkątne lub lancetowate. Dolna warga z dwoma szydlastymi ząbkami. Korona dwuwargowa, z górną wargą prostą. Dolna warga rozpostarta, trójząbkowa, z ząbkami równymi lub środkowym większym od bocznych. Pręciki cztery, z czego dwa dłuższe, dwa krótsze. Pylniki dwa, równoległe lub widlasto rozpostarte. Słupek na szczycie rozwidlony, z końcami szydlastymi, równymi lub nierównymi.
OwoceCzterodzielne rozłupnie, rozpadające się na cztery pojedyncze rozłupki. Poszczególne rozłupki jajowate lub owalne, gładkie.

## Systematyka
Pozycja systematyczna

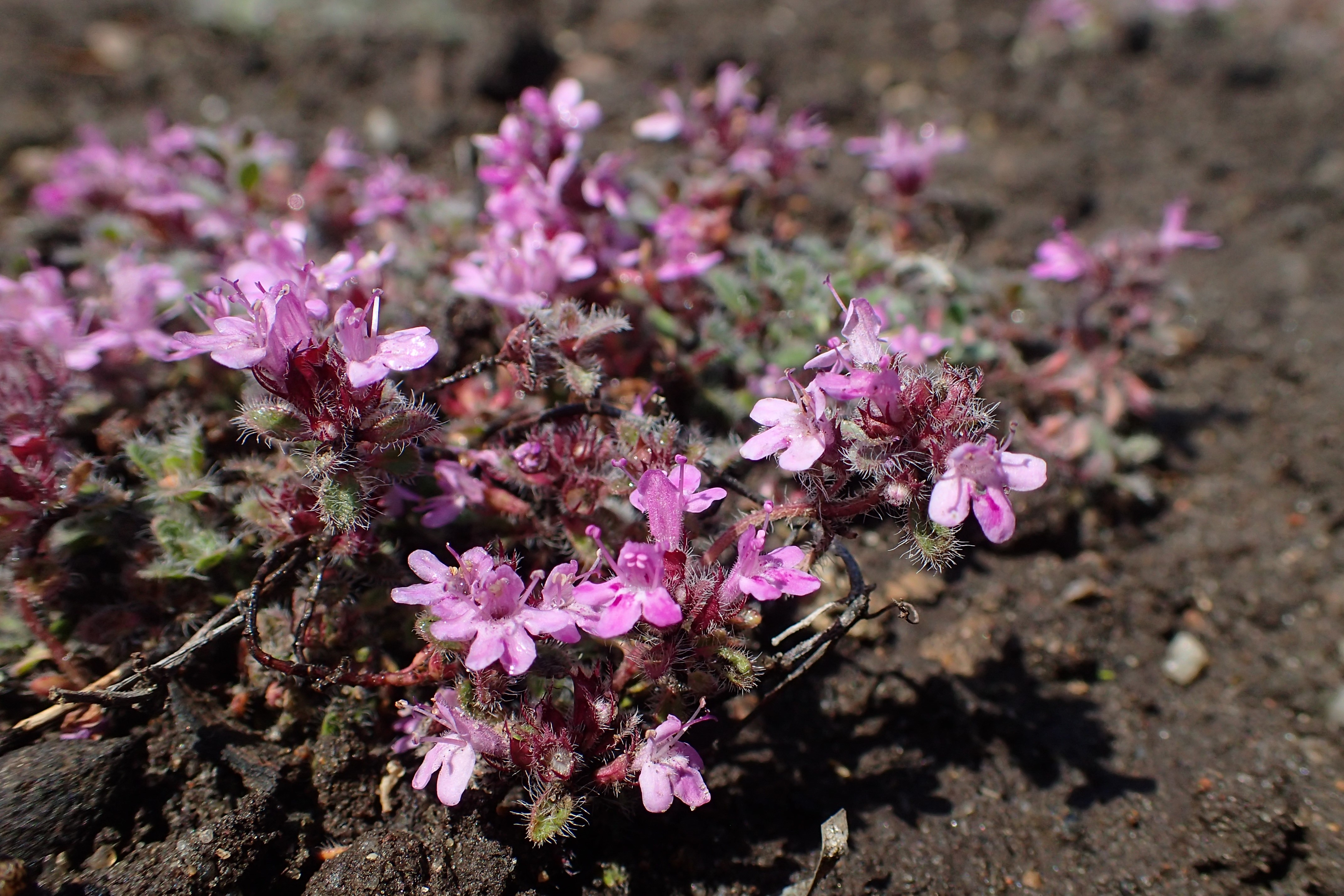
Thymus praecox

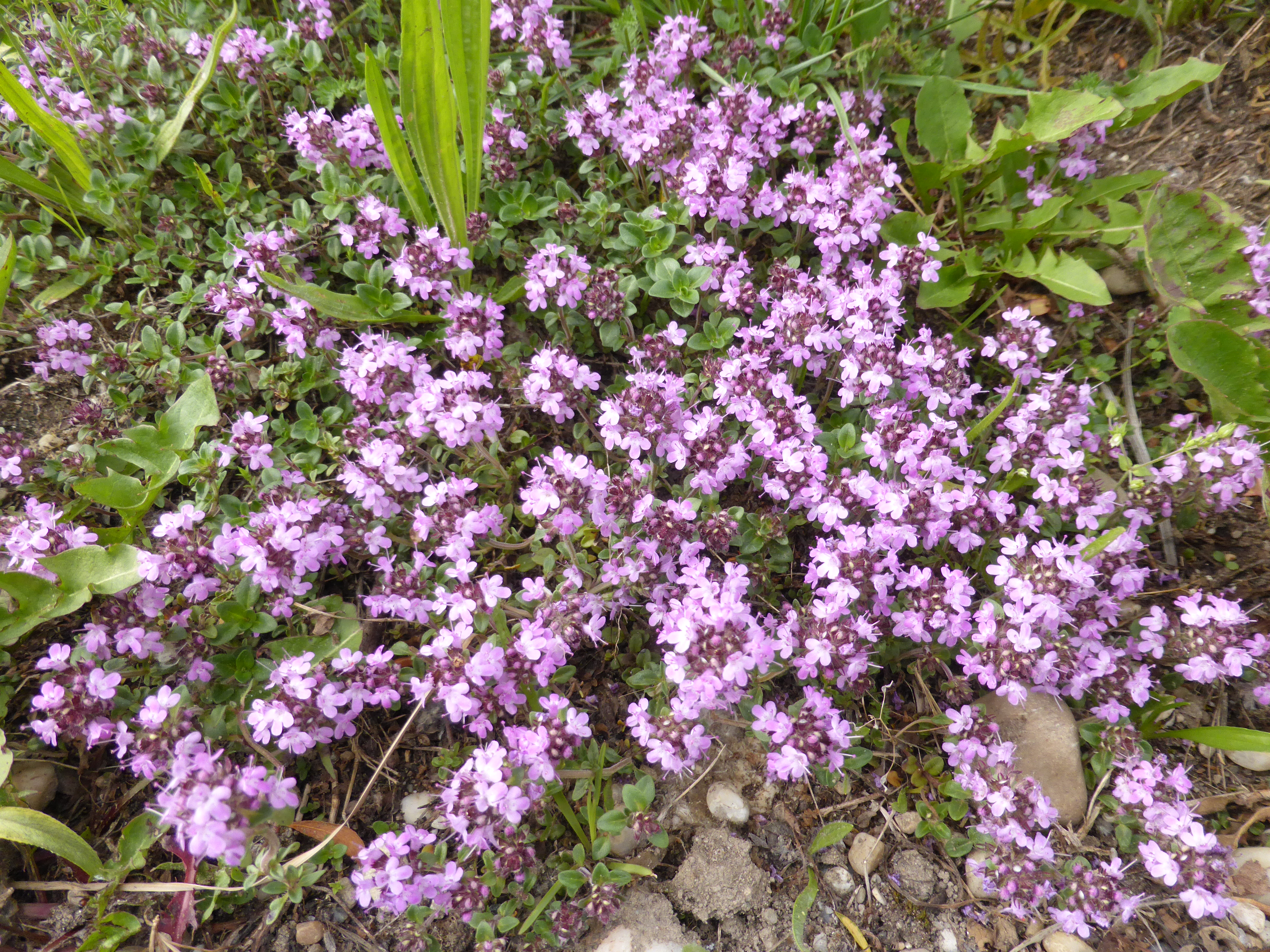
Macierzanka zwyczajna

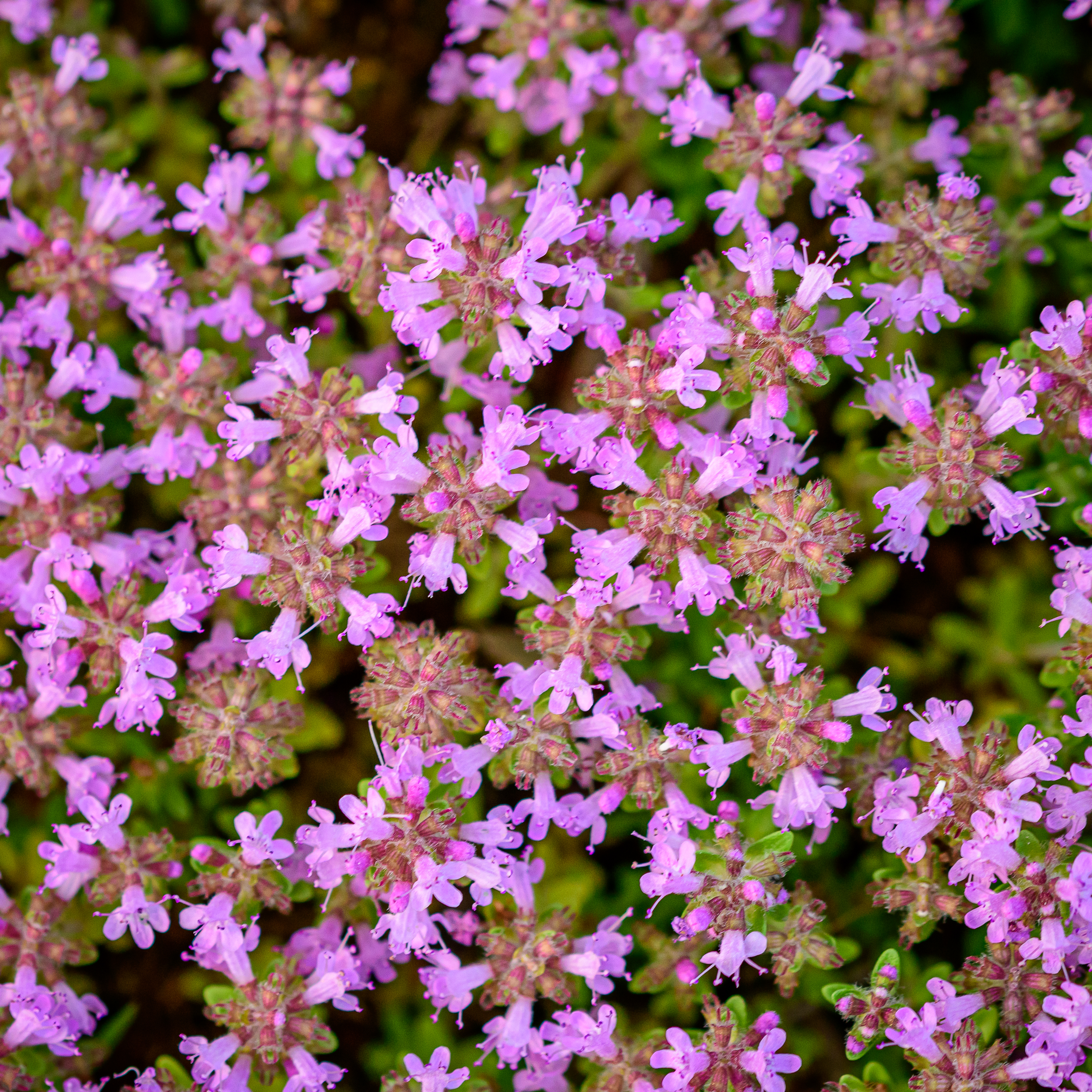
Macierzanka piaskowa

Rodzaj z podplemienia Menthinae, plemienia Mentheae, podrodziny Nepetoideae z rodziny jasnotowatych Lamiaceae.
Wykaz gatunków
- Thymus adamovicii Velen.
- Thymus × aitanae Mateo, M.B.Crespo & E.Laguna
- Thymus alatauensis (Klokov & Des.-Shost.) Klokov
- Thymus albicans Hoffmanns. & Link
- Thymus × alcarazii Pedauyé, Perales & P.P.Ferrer
- Thymus alfredae Post
- Thymus algeriensis Boiss. & Reut.
- Thymus × almeriensis G.López & R.Morales
- Thymus × almijarensis Ruíz Torre & Ruíz Cast.
- Thymus alpestris (Čelak.) Tausch ex A.Kern. – macierzanka halna
- Thymus altaicus Klokov & Des.-Shost.
- Thymus alternans Klokov
- Thymus amurensis Klokov
- Thymus antoninae Rouy & Coincy
- Thymus × aragonensis Mateo, M.B.Crespo & N.E.Mercadal
- Thymus × arcanus G.López & R.Morales
- Thymus × arcuatus R.Morales
- Thymus × arenarius Bernh. ex Rchb.
- Thymus argaeus (Fisch. & C.A.Mey.) Boiss. & Balansa
- Thymus armeniacus Klokov & Des.-Shost.
- Thymus × armuniae R.Morales
- Thymus arsenijevii Klokov
- Thymus artvinicus Ponert
- Thymus × arundanus Willk.
- Thymus × athous Ronniger
- Thymus atlanticus (Ball) Pau
- Thymus atticus Čelak.
- Thymus aznavourii Velen.
- Thymus baeticus Boiss. ex Lacaita
- Thymus baicalensis Serg.
- Thymus bashkiriensis Klokov & Des.-Shost.
- Thymus × beltraniae Socorro, Espinar & Arrebola
- Thymus × benitorum Mateo, Mercadal & Pisco
- Thymus × bermius Ronniger
- Thymus bihoriensis Jalas
- Thymus bivalens (Mayol, L.Sáez & Rosselló) Camarda
- Thymus bleicherianus Pomel
- Thymus boissieri Halácsy
- Thymus bornmuelleri Velen.
- Thymus borysthenicus Klokov & Des.-Shost.
- Thymus × borzygis Mateo & M.B.Crespo
- Thymus bovei Benth.
- Thymus × brachychaetus (Willk.) Cout.
- Thymus brachychilus Jalas
- Thymus bracteatus Lange ex Cutanda
- Thymus bracteosus Vis. ex Benth.
- Thymus × bractichina R.Morales
- Thymus × braunii Borbás
- Thymus brevipetiolatus Cáp
- Thymus broussonetii Boiss. – macierzanka Broussoneta
- Thymus bulgaricus (Domin & Podp.) Ronniger
- Thymus × bulsanensis (Ronniger) Machule
- Thymus caespititius Brot.
- Thymus calcareus Klokov & Des.-Shost.
- Thymus callieri Borbás ex Velen.
- Thymus camphoratus Hoffmanns. & Link
- Thymus canoviridis Jalas
- Thymus capitellatus Hoffmanns. & Link
- Thymus cappadocicus Boiss.
- Thymus cariensis Hub.-Mor. & Jalas
- Thymus carmanicus Jalas
- Thymus carnosus Boiss.
- Thymus × carrionii F.Sáez & Sánchez Gómez
- Thymus catharinae Camarda
- Thymus × celtibericus Pau
- Thymus chamarensis Vasjukov
- Thymus cherlerioides Vis.
- Thymus cilicicus Boiss. & Balansa
- Thymus × cimicinus Blum ex Ledeb.
- Thymus × citriodorus (Pers.) Schreb. – macierzanka cytrynowa
- Thymus comosus Heuff. ex Griseb. & Schenk
- Thymus comptus Friv.
- Thymus convolutus Klokov
- Thymus coriifolius Ronniger
- Thymus crebrifolius Klokov
- Thymus × cremnophilus Káp
- Thymus crenulatus Klokov
- Thymus curtus Klokov
- Thymus × czorsztynensis Pawł.
- Thymus dacicus Borbás
- Thymus daenensis Čelak.
- Thymus daghestanicus Klokov & Des.-Shost.
- Thymus dahuricus Serg.
- Thymus decussatus Benth.
- Thymus degenii Heinr.Braun – macierzanka Degena
- Thymus desjatovae Ronniger
- Thymus × diazii Alcaraz, Rivas Mart. & Sánchez-Gómez
- Thymus didukhii V.M.Ostapko
- Thymus diminutus Klokov
- Thymus × dimorphus Klokov & Des.-Shost.
- Thymus disjunctus Klokov
- Thymus dmitrievae Gamajun.
- Thymus doerfleri Ronniger – macierzanka Doerflera
- Thymus dolomiticus H.J.Coste
- Thymus dolopicus Formánek
- Thymus dreatensis Batt.
- Thymus dubjanskyi Klokov & Des.-Shost.
- Thymus dzalindensis Prob.
- Thymus dzevanovskyi Klokov & Des.-Shost.
- Thymus eigii (Zohary & P.H.Davis) Jalas
- Thymus ekimii Yild.
- Thymus elegans Serg.
- Thymus elenevskyi Vasjukov
- Thymus × eliasii Sennen & Pau
- Thymus elisabethae Klokov & Des.-Shost.
- Thymus embergeri Roussine
- Thymus × enicensis Blanca, Cueto, L.Gut. & M.J.Martínez
- Thymus eravinensis Serg.
- Thymus eremita Klokov
- Thymus eriocalyx (Ronniger) Jalas
- Thymus evenkiensis Byczenn.
- Thymus extremus Klokov
- Thymus fallax Fisch. & C.A.Mey.
- Thymus × faustinoi Sánchez-Gómez, López Esp., Sánchez Saorín & R.Mora
- Thymus fedtschenkoi Ronniger
- Thymus flabellatus Klokov
- Thymus fontqueri (Jalas) Molero & Rovira
- Thymus funkii Coss.
- Thymus × genesianus Galán Cela
- Thymus × georgicus Ronniger
- Thymus glabricaulis Klokov
- Thymus gobi-altaicus (N.Ulziykh.) Kamelin & A.L.Budantsev
- Thymus gobicus Czern.
- Thymus granatensis Boiss.
- Thymus groenlandicus Klokov
- Thymus guberlinensis Iljin
- Thymus × guerrae F.Sáez & Sánchez Gómez
- Thymus guyonii de Noé
- Thymus hartvigii R.Morales
- Thymus haussknechtii Velen.
- Thymus helendzhicus Klokov & Des.-Shost.
- Thymus × henriquesii Pau
- Thymus × henryi Ronniger
- Thymus herba-barona Loisel.
- Thymus × hieronymi Sennen
- Thymus hohenackeri Klokov
- Thymus holosericeus Čelak.
- Thymus × hybridus Ronniger
- Thymus hyemalis Lange
- Thymus × ibericus Sennen & Pau
- Thymus iljinii Klokov & Des.-Shost.
- Thymus inaequalis Klokov
- Thymus incertus Klokov
- Thymus × indalicus Blanca, Cueto, L.Gut. & M.J.Martínez
- Thymus indigirkensis Karav.
- Thymus integer Griseb.
- Thymus jalasianus Stoyanov & Marinov
- Thymus jankae Čelak.
- Thymus japonicus (H.Hara) Kitag.
- Thymus jenisseensis Iljin
- Thymus × jimenezii Socorro, Arrebola & Espinar
- Thymus × josephi-angeli Mansanet & Aguil.
- Thymus jurtzevii Vasjukov
- Thymus kamelinii Vasjukov
- Thymus karamarianicus Klokov & Des.-Shost.
- Thymus karatavicus Dmitrieva
- Thymus karavaevii Doronkin
- Thymus karjaginii Grossh.
- Thymus kimishepensis Klokov
- Thymus kirgisorum Dubj.
- Thymus koeieanus Ronniger
- Thymus komarovii Serg.
- Thymus kondratjukii V.M.Ostapko
- Thymus × korneckii Machule
- Thymus kosteleckyanus Opiz – macierzanka Kosteleckiego, macierzanka pannońska
- Thymus kotschyanus Boiss. & Hohen.
- Thymus krylovii Byczenn.
- Thymus lacaitae Pau
- Thymus laconicus Jalas
- Thymus ladjanuricus Kem.-Nath.
- Thymus × lainzii Sánchez-Gómez, S.Fernández Jimenez & F.Sáez
- Thymus lanceolatus Desf.
- Thymus lavrenkoanus Klokov
- Thymus lenensis Vasjukov
- Thymus leptophyllus Lange
- Thymus leucospermus Hartvig
- Thymus leucostomus Hausskn. & Velen.
- Thymus leucotrichus Halácsy
- Thymus levitskyi Prob.
- Thymus linearis Benth.
- Thymus × littoralis Klokov & Des.-Shost.
- Thymus longedentatus (Degen & Urum.) Ronniger
- Thymus longicaulis C.Presl
- Thymus longiflorus Boiss.
- Thymus loscosii Willk.
- Thymus lotocephalus G.López & R.Morales
- Thymus magnificus Klokov
- Thymus majkopiensis Klokov & Des.-Shost.
- Thymus malyschevii Vasjukov, Krivenko & Kazan.
- Thymus mandschuricus Ronniger
- Thymus marandensis Jamzad
- Thymus markhotensis Maleev
- Thymus maroccanus Ball
- Thymus × martinezii Pau
- Thymus mastichina (L.) L.
- Thymus × mastichinalis Sánchez-Gómez & F.Sáez
- Thymus mastigophorus Lacaita
- Thymus membranaceus Boiss.
- Thymus × mercadalii Mateo & Pisco
- Thymus michaelis Kamelin & A.L.Budantsev
- Thymus migricus Klokov & Des.-Shost.
- Thymus minussinensis Serg.
- Thymus × mixtus Pau
- Thymus moldavicus Klokov & Des.-Shost.
- Thymus mongolicus (Ronniger) Ronniger
- Thymus × monrealensis Pau ex R.Morales
- Thymus × monteilii Sennen ex Machule
- Thymus × moralesii Mateo & M.B.Crespo
- Thymus moroderi Pau ex Martínez
- Thymus × mourae Paiva & Salgueiro
- Thymus mugodzharicus Klokov & Des.-Shost.
- Thymus munbyanus Boiss. & Reut.
- Thymus musilii Velen.
- Thymus nakhodkensis Gorovoj & Dudkin
- Thymus narymensis Serg.
- Thymus nerczensis Klokov
- Thymus nervosus J.Gay ex Willk.
- Thymus nervulosus Klokov
- Thymus neurophyllus (Rech.f.) R.Morales
- Thymus nitens Lamotte
- Thymus × novocastellanus Mateo, M.B.Crespo & Pisco
- Thymus novograblenovii Prob.
- Thymus numidicus Poir.
- Thymus nummularius M.Bieb.
- Thymus × nuriensis Sennen & Pau
- Thymus × oblongifolius Opiz
- Thymus ochotensis Klokov
- Thymus odoratissimus Mill. – macierzanka austriacka
- Thymus oehmianus Ronniger & Soska
- Thymus oenipontanus Heinr.Braun ex Borbás
- Thymus origanoides Webb & Berthel.
- Thymus oriolanus M.Fabregat & M.B.Crespo
- Thymus orospedanus Villar
- Thymus osseticus Vasjukov
- Thymus pallasianus Heinr.Braun
- Thymus pallescens de Noé
- Thymus pallidus Coss. ex Batt.
- Thymus pannonicus All. – macierzanka pannońska, macierzanka szorstkolistna
- Thymus × paradoxus Rouy
- Thymus parnassicus Halácsy
- Thymus paronychioides Čelak.
- Thymus pastoralis Iljin
- Thymus × pastoris Socorro & Arrebola
- Thymus pavlovii Serg.
- Thymus pectinatus Fisch. & C.A.Mey.
- Thymus perinicus (Velen.) Jalas
- Thymus persicus (Ronniger ex Rech.f.) Jalas
- Thymus petraeus Serg.
- Thymus phyllopodus Klokov
- Thymus picentinus (Lacaita) Bartolucci
- Thymus piperella L.
- Thymus plasonii Adamovic
- Thymus × porcii Borbás
- Thymus praecox Opiz – macierzanka wczesna, macierzanka rozesłana
- Thymus probatovae Vasjukov
- Thymus proximus Serg.
- Thymus × pseudoalpestris Ronniger ex Nachychko
- Thymus pseudocollinus (Menitsky) Vasjukov
- Thymus × pseudogranatensis Vizoso, F.B.Navarro & Lorite
- Thymus × pseudograniticus Klokov & Des.-Shost.
- Thymus pseudohirsutus Klokov
- Thymus × pseudostepposus Klokov
- Thymus × pseudothracicus Ronniger
- Thymus pubescens Boiss. & Kotschy ex Čelak.
- Thymus pulchellus C.A.Mey.
- Thymus pulcherrimus Schur – macierzanka nadobna
- Thymus pulegioides L. – macierzanka zwyczajna
- Thymus pulvinatus Čelak.
- Thymus punctulosus Klokov
- Thymus purpureoviolaceus Byczenn. & Kuvaev
- Thymus putoranicus Byczenn. & Kuvaev
- Thymus quinquecostatus Čelak.
- Thymus × radoi Borbás
- Thymus × ramonianus Paiva & Salgueiro
- Thymus rasitatus Klokov
- Thymus reverdattoanus Serg.
- Thymus revolutus Čelak.
- Thymus riatarum Humbert & Maire
- Thymus richardii Pers.
- Thymus × riojanus Uribe-Ech.
- Thymus roegneri K.Koch
- Thymus roseus Schipcz.
- Thymus × royoi P.P.Ferrer, A.Navarro, P.Pérez & E.Laguna
- Thymus × rubioi Font Quer
- Thymus × ruiz-latorrei C.Vicioso
- Thymus sachalinensis Prob.
- Thymus samius Ronniger & Rech.f.
- Thymus saturejoides Coss.
- Thymus schimperi Ronniger
- Thymus schischkinii Serg.
- Thymus × schistosus Lyka
- Thymus schlothauerae Prob.
- Thymus × schmidtii Cáp
- Thymus × segurae Mateo & M.B.Crespo
- Thymus semiglaber Klokov
- Thymus × sennenii Pau
- Thymus seravschanicus Klokov
- Thymus sergievskajae Karav.
- Thymus serpylloides Bory
- Thymus serpyllum L. – macierzanka piaskowa
- Thymus serrulatus Hochst. ex Benth.
- Thymus sessilifolius Klokov
- Thymus × severianoi Uribe-Ech.
- Thymus sibiricus (Serg.) Klokov & Des.-Shost.
- Thymus sibthorpii Benth.
- Thymus sipyleus Boiss.
- Thymus skopjensis Micevski & Matevski
- Thymus sokolovii Klokov
- Thymus spathulifolius Hausskn. & Velen.
- Thymus spinulosus Ten.
- Thymus spryginii Vasjukov
- Thymus stojanovii Degen
- Thymus striatus Vahl
- Thymus subcollinus Klokov
- Thymus × subhirsutus Borbás & Heinr.Braun
- Thymus subnervosus Vved., Nabiev & Tulyag.
- Thymus × subramosus Ronniger
- Thymus substriatus Borbás
- Thymus syriacus Boiss.
- Thymus talijevii Klokov & Des.-Shost.
- Thymus tauricus Klokov & Des.-Shost.
- Thymus ternejicus Prob.
- Thymus terskeicus Klokov
- Thymus teucrioides Boiss. & Spruner
- Thymus thracicus Velen.
- Thymus tiflisiensis Klokov & Des.-Shost.
- Thymus × toletanus Ladero
- Thymus transcaspicus Klokov
- Thymus transcaucasicus Ronniger
- Thymus trautvetteri Klokov & Des.-Shost.
- Thymus × tschernjaievii Klokov & Des.-Shost.
- Thymus turczaninovii Serg.
- Thymus turkmenii Yild.
- Thymus × tzvelevii Vasjukov
- Thymus urumovii (Velen.) Vasjukov
- Thymus urussovii Prob.
- Thymus ussuriensis Klokov
- Thymus × valdesii J.Gómez & R.Roselló
- Thymus vavilovii Klokov
- Thymus verchojanicus Doronkin
- Thymus × viciosoi Pau ex R.Morales
- Thymus villosus L. – macierzanka kosmata
- Thymus × vitekii R.Morales
- Thymus vulgaris L. – macierzanka tymianek, macierzanka pospolita
- Thymus × welwitschii Boiss.
- Thymus willdenowii Boiss.
- Thymus willkommii Ronniger
- Thymus × xilocae Mateo & M.B.Crespo
- Thymus × zedelmejeri Ronniger
- Thymus zygioides Griseb.
- Thymus zygis L.
- Thymus × zygophorus R.Morales